# ورونیکا کالابریزی
ورونیکا کالابریزی (Veronica Calabrese؛ متولد ۷ نوامبر ۱۹۸۷ در مسانی، بریندیزی) یک تکواندوکار ایتالیایی است. وی در مسابقات تکواندو قهرمانی اروپا (۲۰۰۶ در بن، و ۲۰۱۰ در سن پترزبورگ) در وزنهای ۵۷ و ۵۹ کیلوگرم دو مدال برنز را از آن خود کرد. وی همچنین در مسابقات قهرمانی تکواندو جهان ۲۰۰۹ در کپنهاگ، دانمارک در دیدار نهایی مغلوب هو یوژو از چین شد و مدال نقره را بدست آورد. کالابریزی عضو تیم تکواندو مرکز ورزشی ارتش است و توسط یون سون-چول مربیگری و آموزش داده می‌شود. او با مائورو سارمینتو دارنده دو مدال المپیک نامزد شده‌است.